# Club Deportivo Real San Andrés
Il Club Deportivo Real San Andrés, noto semplicemente come Real San Andrés e in passato come Real Santander, è una società calcistica colombiana con sede nella città di Floridablanca. Milita nella Categoría Primera B, la seconda serie del calcio colombiano.